# آدام هلوژک
آدام هلوژک (چکی: Adam Hložek؛ زادهٔ ۲۵ ژوئیهٔ ۲۰۰۲) بازیکن فوتبال اهل جمهوری چک است که در پست مهاجم برای باشگاه فوتبال اسپارتا پراگ در لیگ برتر فوتبال جمهوری چک بازی می‌کند.